# Bazzania stresemannii
Bazzania stresemannii là một loài rêu tản trong họ Lepidoziaceae. Loài này được (Herzog) N. Kitag. miêu tả khoa học lần đầu tiên năm 1979.